# Tirà crestat muntanyenc
El tirà crestat muntanyenc (Myiarchus cephalotes) és un ocell de la família dels tirànids (Tyrannidae).

## Hàbitat i distribució
Viu als clars del bosc i clarianes de les muntanyes des de Colòmbia i nord de Veneçuela, cap al sud, a través dels Andes de l'est de l'Equador i est del Perú fins al centre de Bolívia.